# Ronald Van Avermaet
Ronald Van Avermaet (* 5. Januar 1959 in Hamme) ist ein ehemaliger belgischer Radrennfahrer.

## Sportliche Laufbahn
Van Avermaet war im Straßenradsport aktiv. Er war Teilnehmer der Olympischen Sommerspiele 1980 in Moskau. Das olympische Straßenrennen beendete er nicht.
Von 1982 bis 1985 war er Berufsfahrer, blieb jedoch ohne bedeutende Erfolge. Er gewann in seiner Heimat eine Reihe von Kriterien und Rundstreckenrennen. Der 6. Platz im Nationale Sluitingprijs 1982 war sein bestes Resultat in einem bekannteren Rennen.

## Familiäres
Sein Vater Aimé Van Avermaet und sein Sohn Greg Van Avermaet waren ebenfalls Radrennfahrer.